# Suusamyr (wieś)
Suusamyr (kirg. i ros. Суусамыр) – wieś w Kirgistanie, w obwodzie czujskim, w rejonie Dżajył. W 2022 liczyła 3180 mieszkańców.